# Apachemiris vigilax
Apachemiris vigilax är en insektsart som först beskrevs av Van Duzee 1923.  Apachemiris vigilax ingår i släktet Apachemiris och familjen ängsskinnbaggar. Inga underarter finns listade i Catalogue of Life.